# Lady Clorindas Ære
Lady Clorindas Ære (originaltitel A Lady of Quality) er en amerikansk stumfilm fra 1924 af Hobart Henley.

## Medvirkende
- Virginia Valli som Clorinda Wildairs
- Earle Foxe som Sir John Oxen
- Milton Sills som Gerald Mertoun
- Lionel Belmore som Geoffrey Wildairs
- Margaret Seddon som Lady Daphne Wildairs
- Peggy Cartwright som Clorinda
- Florence Gibson som Dame Passett
- Dorothea Wolbert som Wimpole